# Jacques Cassini
Jacques Cassini   (París, 18 de febrer de 1677 - Thury-sous-Clermont, 15 d'abril de 1756), també conegut com a Cassini II per diferenciar-lo del seu pare, va ser un astrònom francès del segle xviii conegut per haver defensat l'aplanament de la Terra per l'equador.

## Vida
Jacques Cassini era fill del reputat astrònom Giovanni Cassini i es diu que va néixer en el mateix Observatori de París. Després de la seva primera formació a l'observatori, va ingressar al Collège des Quatre Nations (també conegut com a Collège Mazarin) on donava classes Pierre Varignon. El 1694 s'incorpora, com estudiant, a l'Acadèmie Royale.
També fa d'assistent del seu pare a l'Observatori de París i en nombrosos viatges, sobretot treballant en les triangulacions per als mapes de França, treballs que publicarà el 1718, després de la mort del seu pare.
Encara que mai va tenir el títol de director de l'Observatori, va exercir com a tal, comprant nous instruments i establint el meridià de París.
Va morir a les seves possessions de Thury-en-Valois de resultes d'un accident amb el seu cotxe de cavalls. El seu fill, César-François, més conegut com a Cassini de Thury, va continuar la seva obra de cartografia.

## Obra
L'obra per la qual és més conegut són els seus Éléments d'Astronomie (París, 1740), publicats el mateix any que les seves Tables astronomiques du Soleil, de la Lune, des planètes, des étoiles fixes et des satellites de Jupiter et de Saturne.
Tanmateix, la publicació dels resultats de les seves mesures geodèsiques el 1720, amb el títol de De la grandeur et de la figure de la terre, va aixecar una gran controvèrsia perquè segons les seves dades, la Terra era una esfera aplanada per l'equador, contradient el que deia la teoria newtoniana que afirmava que la Terra havia d'estar aplanada pels pols. La hipòtesi de Newton no es va poder provar com a certa fins que a la dècada dels 1730 es van fer les expedicions a Lapònia i el Perú, dirigides respectivament per Maupertuis i La Condamine.
També va publicar altres obres sobre electricitat, òptica i altres disciplines afins.